# دائرة عمي موسى
دائرة عمي موسى إحدى دوائر ولاية غليزان الجزائرية . عاصمتها هي عمي موسى وتضم بلديات : 
- عمي موسى
- الولجة
- اولاد يعيش
- الحاسي